# Großkmehlen

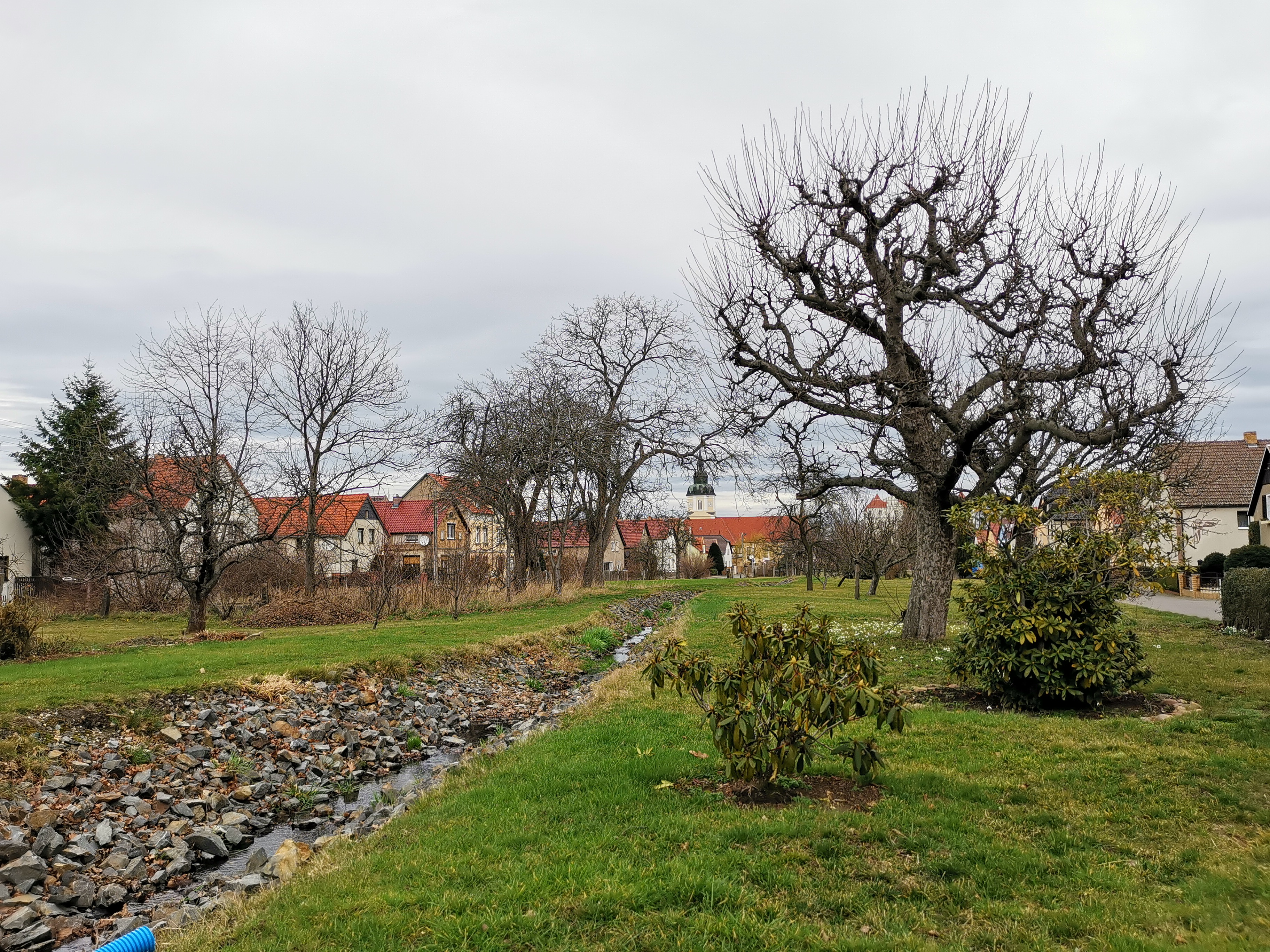
Ortsansicht

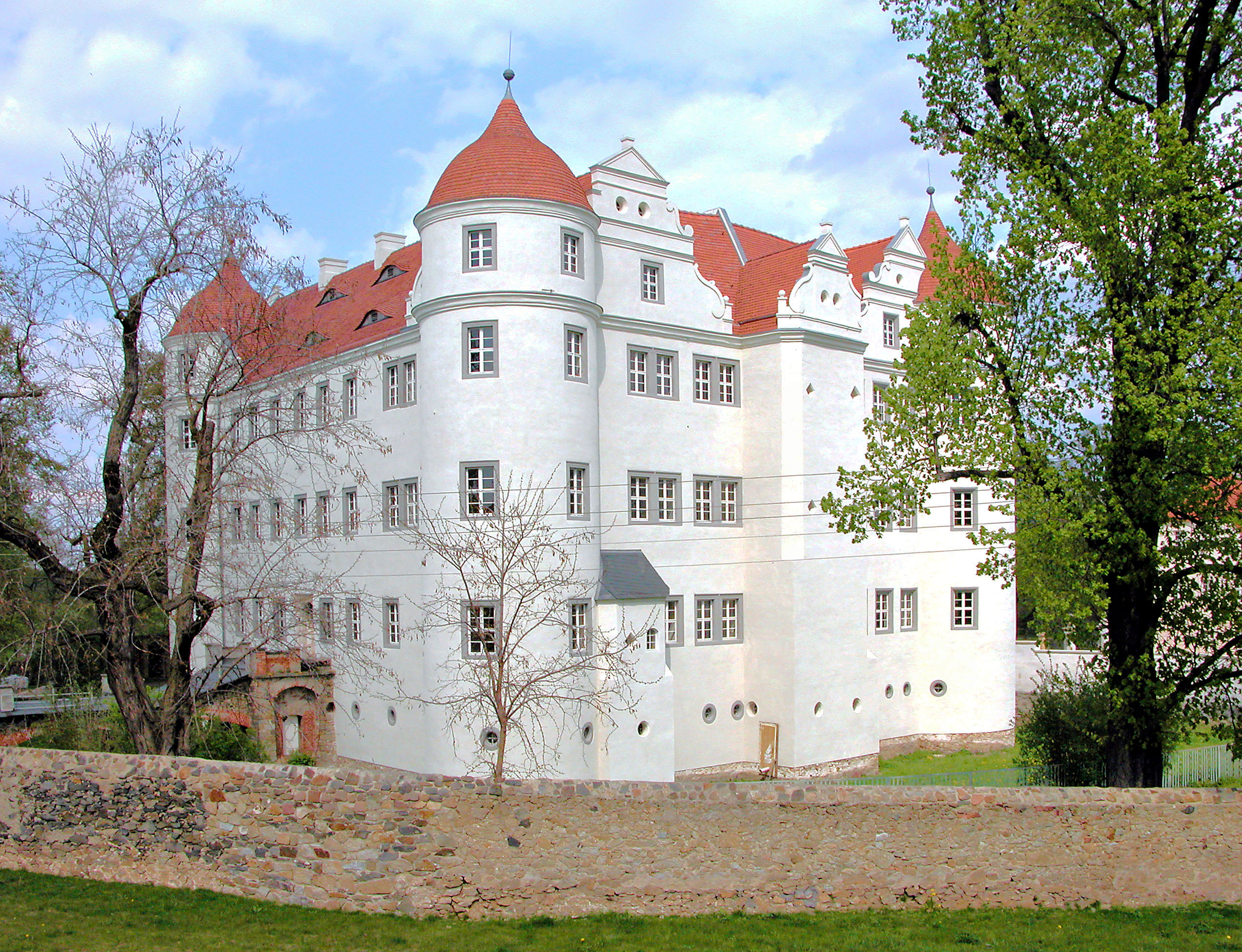
Schloss Großkmehlen

Großkmehlen (niedersorbisch Wjelike Chmjelny) ist eine Gemeinde im Amt Ortrand im Landkreis Oberspreewald-Lausitz des Bundeslandes Brandenburg. Die Orte der Gemeinde Großkmehlen gehören zu den wenigen Orten im südlichen Teil des Landkreises Oberspreewald-Lausitz, die nicht in der Lausitz liegen. Großkmehlen ist Teil der Landschaft Schraden.

## Gemeindegliederung
Zu Großkmehlen gehören die bewohnten Gemeindeteile Frauwalde, Großkmehlen und Kleinkmehlen.

## Geschichte

Großkmehlen auf einer geschichtlichen Karte des Kreises Liebenwerda (1910).

Die Gemeinde Großkmehlen besteht aus drei Orten Großkmehlen, Kleinkmehlen und Frauwalde. Kleinkmehlen ist der ältere Ort. Erstmals urkundlich erwähnt wurde Großkmehlen im Jahr 1205. Die Haupteinnahmequelle war der Hopfenanbau. Seit 1391 ist ein Rittersitz nachweisbar – der erste Besitzer von Klein- und Großkmehlen war 1392 der Pope von Köck(e)ritz. 1464 wurde Seifert von Lüttichau mit Groß-Kmehlen belehnt. Das Rittergut war bis 1773 im Besitz der Familie Lüttichau. Im Jahr 1718 errichtete Gottfried Silbermann eine Orgel in der Kirche. Sie wurde letztmals 1995 von der Moritzburger Orgelbaufirma Rühle restauriert. Ebenfalls unter dem Patronat der Lüttichau befand sich die Dorfkirche Blochwitz, die nach dem Dreißigjährigen Krieg in barocken Formen umgestaltet wurde. 1845 erwarb Karl Eduard Zachariae von Lingenthal den alten Teil des Ritterguts.
Großkmehlen lag bis 1815 im Amt Großenhain im Königreich Sachsen und gelangte dann an den Landkreis Liebenwerda des Regierungsbezirks Merseburg der preußischen Provinz Sachsen. Im Jahr 1952 wurde Großkmehlen in den Kreis Senftenberg des DDR-Bezirks  Cottbus eingegliedert. Am 1. Januar 1974 wurden Frauwalde und Kleinkmehlen nach Großkmehlen eingemeindet. Seit 1990 gehört Großkmehlen zu Brandenburg und hier seit der Kreisreform 1993 zum Landkreis Oberspreewald-Lausitz.

## Bevölkerungsentwicklung
| Jahr | Einwohner |
| ---- | --------- |
| 1875 | 300       |
| 1890 | 320       |
| 1910 | 350       |
| 1925 | 397       |
| 1933 | 347       |
| 1939 | 337       |

| Jahr | Einwohner |
| ---- | --------- |
| 1946 | 0583      |
| 1950 | 0687      |
| 1964 | 0705      |
| 1971 | 0722      |
| 1981 | 1 541     |
| 1985 | 1 517     |

| Jahr | Einwohner |
| ---- | --------- |
| 1990 | 1 439     |
| 1995 | 1 355     |
| 2000 | 1 332     |
| 2005 | 1 286     |
| 2010 | 1 182     |
| 2015 | 1 086     |

| Jahr | Einwohner |
| ---- | --------- |
| 2020 | 1 061     |
| 2021 | 1 041     |
| 2022 | 1 044     |
| 2023 | 1 037     |
| 2024 | 1 021     |

Gebietsstand des jeweiligen Jahres, Einwohnerzahl: Stand 31. Dezember (ab 1991), ab 2011 auf Basis des Zensus 2011, ab 2022 auf Basis des Zensus 2022
Die Zunahme der Bevölkerungszahl 1981 ist auf die Eingemeindung von Frauwalde und Kleinkmehlen im Jahr 1974 zurückzuführen.

## Politik

### Gemeindevertretung
Die Gemeindevertretung von Großkmehlen besteht aus zehn Gemeindevertretern und dem ehrenamtlichen Bürgermeister. Die Kommunalwahl am 9. Juni 2024 führte bei einer Wahlbeteiligung von 73,5 % zu folgendem Ergebnis:
| Partei / Wählergruppe                          | Stimmenanteil | Sitze |
| ---------------------------------------------- | ------------- | ----- |
| AfD                                            | 32,9 %        | 3     |
| Unabhängige Bürgergemeinschaft für Großkmehlen | 22,4 %        | 2     |
| CDU                                            | 20,9 %        | 2     |
| Wählergruppe Feuerwehr                         | 17,8 %        | 2     |
| Einzelbewerber Christoph Trobisch              | 05,9 %        | 1     |

### Bürgermeister
- 1998–2003: Steffen Tennert[10]
- 2003–2008: Horst Müller[11]
- 2008–2019: Gerd Müller-Hagen[12]
- seit 2019: Dietmar Bruntsch

Bruntsch wurde in der Bürgermeisterwahl am 9. Juni 2024 ohne Gegenkandidat mit 91,4 % der gültigen Stimmen für eine weitere Amtszeit von fünf Jahren gewählt.

## Sehenswürdigkeiten

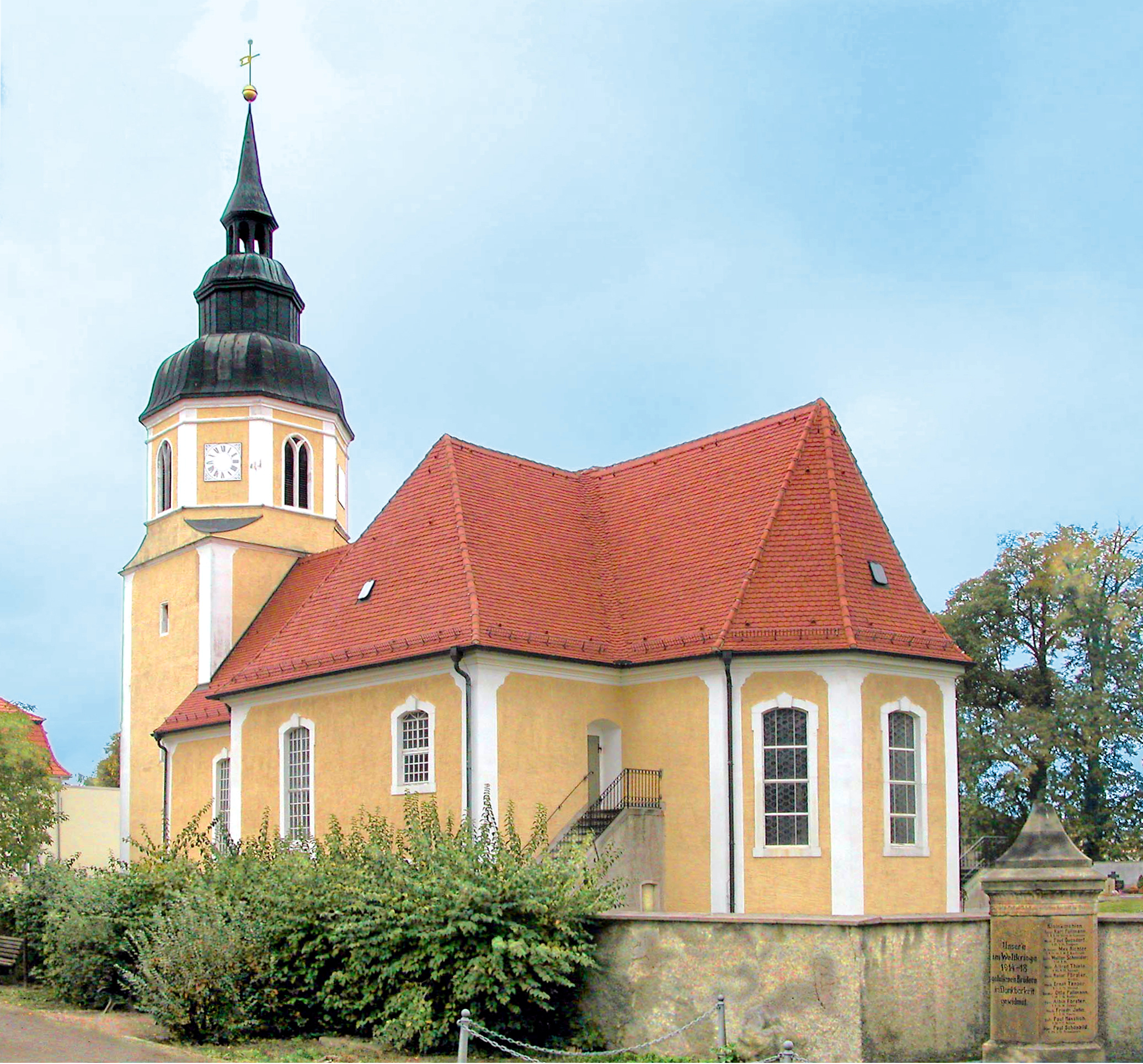
Kirche St. Georg

In der Liste der Baudenkmale in Großkmehlen und in der Liste der Bodendenkmale in Großkmehlen stehen die in der Denkmalliste des Landes Brandenburg eingetragenen Denkmale.
- Schloss Großkmehlen
- St.-Georgs-Kirche mit Orgel[15] von Gottfried Silbermann aus dem Jahre 1718
- Kutschenberg Kleinkmehlen (höchster Berg des Land Brandenburg)
- Kmehlener Berge
- Sehr altes Exemplar eines Trompetenbaums mit Absenkerästen im Schlosspark[16]
- Zwei Winterlinden an der Giebelseite im Hof von Richters Gaststätte sowie Stieleiche an der Feuerwehr, die als Naturdenkmale geschützt sind[17]

## Verkehr
Großkmehlen liegt an der Landesstraße L 59 zwischen Gröden und Ortrand und unmittelbar an der Anschlussstelle Ortrand der A 13 Berlin–Dresden.

## Persönlichkeiten

### Söhne und Töchter der Gemeinde
- Christoph Schlegel (1613–1678), lutherischer Theologe
- Theodor Zachariae (1851–1934), Indologe
- Erich Kunisch (1929–2003), Maler
- Werner Kleinig (* 1941), Radsportler

### Mit der Gemeinde verbundene Persönlichkeiten
- Georg Wilhelm Munke (1772–1847), Physiker, in Großkmehlen gestorben
- Karl Eduard Zachariae von Lingenthal (1812–1894), Rechtshistoriker, in Großkmehlen gestorben
- Adolf Werner (1827–1904), Maler, lebte in Großkmehlen